# Escharella labiosa
Escharella labiosa är en mossdjursart som först beskrevs av Busk 1856.  Escharella labiosa ingår i släktet Escharella och familjen Romancheinidae. Arten är reproducerande i Sverige. Inga underarter finns listade i Catalogue of Life.